# Mandalskameratene
Mandalskameratene lub MK norweski klub piłkarski założony w 1912. Początkowo klub funkcjonował pod nazwą Aladdin. Klub gra na stadionie Idrettsparken w mieście Mandal. W sezonie 2007  występuje w rozgrywkach Adeccoligaen - norweskiej pierwszej ligi. W sezonie 2007 zajął w nich 13. miejsce.